# Municipio de Siloam (Arkansas)
El municipio de Siloam (en inglés: Siloam Township) es un municipio ubicado en el condado de Randolph en el estado estadounidense de Arkansas. En el año 2010 tenía una población de 294 habitantes y una densidad poblacional de 4,52 personas por km².

## Geografía
El municipio de Siloam se encuentra ubicado en las coordenadas 36°28′14″N 90°54′54″O / 36.47056, -90.91500. Según la Oficina del Censo de los Estados Unidos, el municipio tiene una superficie total de 65.09 km², de la cual 65,08 km² corresponden a tierra firme y (0,01 %) 0,01 km² es agua.

## Demografía
Según el censo de 2010, había 294 personas residiendo en el municipio de Siloam. La densidad de población era de 4,52 hab./km². De los 294 habitantes, el municipio de Siloam estaba compuesto por el 98,98 % blancos, el 0,34 % eran isleños del Pacífico, el 0,34 % eran de otras razas y el 0,34 % eran de una mezcla de razas. Del total de la población el 0,68 % eran hispanos o latinos de cualquier raza.